# Clarisme
Clarisme fou una revista de cultura catalana amb subtítol: Periòdic de joventut, art i literatura. A més, es va convertir en un mitjà per fer conèixer als joves escriptors i artistes de Catalunya. Fou publicada cada setmana entre l'octubre de 1933 i el juny de 1934, adreçada principalment a la joventut. La revista recollia en cada un dels seus números seccions i tipologies de textos periodístiques i la seva extensió sempre eren de 4 pàgines. Tant els col·laboradors com el director, Francesc Maspons i Anglasell, defensaven un clar catalanisme radical, i per aquest motiu Clarisme va acabar convertint-se en un mitjà polèmic. A partir de la gran popularitat que va obtenir gràcies a col·laboradors com Mercè Rodoreda, la revista fou una plataforma de divulgació de les normes ortogràfiques de Pompeu Fabra i del Diccionari general de la Llengua Catalana.

## Història

### Naixement
Clarisme va sorgir durant la Segona República a Barcelona, concretament l'1 d'octubre de 1933 i la revista era coneguda popularment com Clarisme o Claris.
El director va ser Francesc Maspons i Anglasell i la revista va esdevenir un gran projecte periodístic per ell. L'objectiu principal de la revista fou la reivindicació de Catalunya com a realitat política, jurídica i cultural, amb uns trets característics propis i diferenciats. Maspons i Anglasell volia crear un mitjà de comunicació sense censura, un diari per uns lectors a favor del corrent catalanista i simpatitzats amb el govern català, de tal manera que defensessin les idees catalanistes i de llibertat i s'oposessin a tota mena de feixisme, racisme i homofòbia.

L'article Salutació del primer número deia el següent:
"Volem oferir una tribuna generosa al nostre jovent que es deleix per crear, per oferir. Volem presentar-li totes les portes esbatanades. I estudiarem per al nostre jovent, per a crear-li possibilitats cada cop més positives, l'organització d'una Cooperativa editorial on trobin eixida al públic les obres que siguin mereixedores. Volem que la tribuna jovenívola d'aquesta publicació neixi amb el màximum de dignitat catalana i literària: per això no farem un assaig lingüístic o gramatical dels nostre idiome, sinó una correcció acurada dels originals que s'ho valguin, que en siguin dignes per algun tret original de fons o de forma”.
Amb aquest fragment ja podem veure que Clarisme reivindica els principis fonamentals des del seu començament: la sobirania política, l'enfortiment de la llengua, tot plegat en el context del Bienni Negre i el rebuig a tota classe d'imposició, com l'absolutisme, amb esment explícit al feixisme que comença a germinar amb força a Europa.

A l'editorial del primer número també trobàvem tres eixos que van marcar durant tota la seva existència la personalitat de la revista, juntament amb l'adhesió explícita al catalanisme més espiritual:
"La màxima claredat per als catalans és la màxima catalanitat. Per això havem d'ésser “claristes”: partidaris i amics de clarícies, anhelosos i actius propugnadors de claredat, de la nostra claredat, de la catalana claredat, que ha d'ésser vigorosa, clara i neta catalanitat".
Pensament que mostra la influència de Francesc Maspons i Anglasell a la revista, més enllà de ser director. A més, dins d'aquesta línia, la revista defensava explícitament al seu tercer número la unió de tots els pobles catalanoparlants, és a dir Andorra, Catalunya del Nord, Balears, País Valencià, Alguer i Principat, màxima recorrent en el jurisconsult. Clarisme defensava la llibertat d'expressió i és per això que no defensava una determinada opció ideològica –comunisme-anticomunisme, laïcisme-catolicisme...- apostava per donar veu a totes les opinions possibles. Maspons defensava la multiplicitat de punts de vista.

### Final
La revista va tenir una durada de nou mesos. L'estiu de 1934 es publica l'últim número on es redacta el comiat de la revista en premsa i els col·laboradors donen les gràcies a tots els subscriptors que els han seguit fidelment. En la primera pàgina de l'últim número titulen un article Vacances per tal d'acomiadar-se dels seus lectors -tal com van fer en el primer número, però en aquell cas donaven la benvinguda-. A la seva columna de comiat, la direcció va destacar el seu rebuig a l'autoritarisme, va criticar la submissió política i va demanar l'establiment d'un organisme que defensés l'ús correcte del català als mitjans de comunicació, seguint l'exemple d'altres nacions com Anglaterra. 
Els ideals que protegia van provocar molta polèmica. Fou un mitjà de comunicació molt revolucionari, ja que escrivien sense censura, mostrant opinions, criticant i valoraven als lectors, ja que els feien participar. Van aconseguir reivindicar els problemes que ells consideraven d'interès nacional i el més important, van exaltar la importància de Catalunya durant la Segona República.

## Estructura
Clarisme era de tipus berlinès (470mm x 315mm). Sempre tenia quatre planes i composició de quatre columnes. Es va imprimir durant tota la seva existència a l'establiment Imperi, situat al carrer de València, 200. Per la seva banda, com a adreça de la revista apareixia només l'apartat de correus 5.081. El preu de cada número era de 0,17 pessetes, però van crear la subscripció pels lectors més fidels i el preu trimestral era de 2,50 pessetes, el semestral de 4,50 i l'anual de 9 pessetes.

## Continguts
Va tenir un total de 37 números, el primer any es publiquen onze exemplars i el segon, vint-i-sis. Al principi volien publicar quinzenalment, però a causa de l'èxit després del número 3, van decidir publicar setmanalment. És justament a partir d'aquest exemplar que la seva aparició als quioscos es fixa en dissabte. Els tres primers números apareixen, respectivament, en diumenge, dilluns i dimecres.

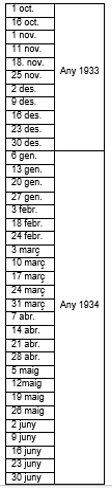

Un dels elements més recurrents durant els nou mesos de vida de Clarisme és la publicació d'enquestes i debats sobre diferents temes: literatura, llengua, política... La revista reflexionava sobre temes com el nacionalisme o l'universalisme, el costum de parlar castellà als estrangers, la legalització de la prostitució... El setmanari també constava de notes biogràfiques de personatges com Chopin, Beethoven, Mozart i George Sand, i una secció de viatges llunyans a indrets com l'Índia i Lapònia. Tot plegat, contava també amb comentaris i crítiques sobre exposicions, conferències i una sèrie de fotografies i caricatures d'actors i actrius de cinema i escriptors.
Clarisme acostumava a publicar en portada un dibuix japonès, el que no deixava de ser un tret força distintiu respecte a altres revistes de l'època. Pel que fa a les seccions, hem de destacar les següents:
1.Polèmica: secció dedicada al debat sobre temes d'interès general. En alguns casos els lectors podien participar i enviar les seves opinions per ser publicades breument. Per exemple, en el número 1 del diari, Polèmica va estar dedicada a debatre les diferències entre laics i religiosos. Mai hi ha un guanyador, és una secció per reflexionar i exposar diferents punts de vista als lectors. L'assaig d'aquesta secció fou redactat per Delfí Dalmau en forma epistolar i Mercè Rodoreda, Carles Valera i José Ortega y Gasset eren els interlocutors.
2.Entre nosaltres: Són escrits breus que s'adrecen als lectors, a vegades per demanar col·laboració i altres, per donar les gràcies.
3. Antifrivolitats: És una de les seccions més destacable, ja que és la base de la revista. En aquesta secció es manifesten fets i opinions amb un to satíric i humorístic a la vegada que crític, fou un espai per a comentaris irònics sobre temes relacionats amb la política i la cultura.
4. Anti-Be: és l'apartat dedicat al diari el Be Negre, ja que tenien ideologies totalment contràries. El que volen aconseguir amb aquest apartat al diari és criticar i exposar les opinions que tenien els col·laboradors i el director de Clarisme.5. Camins: és l'apartat més teòric de tots, dedicat als puristes de la Llengua Catalana, ja que es parlava de l'ortografia i el lèxic normativitzat de Pompeu Fabra. L'objectiu de Camins era promoure la gramàtica fabriana.
6. Llibres nous: secció dedicada pels aficionats a la lectura, se’n recomanaven i es feien breus explicacions d'alguns llibres, obres de teatre, cinema, conferències…. Era un apartat dedicat a incentivar la cultura catalana.
Tots aquests apartats estaven distribuïts com l'estructura tradicional; en columnes, amb titulars, subtítols i avanttítols, imatges adients amb peu de foto. Fins i tot, apareixen diversos anuncis de publicitat.

## Apartats importants

### Entrevistes
El més destacable de Clarisme es troba a la seva secció d'entrevistes, tant pel ressò dels entrevistats com per la transcendència futura de la responsable de la major part dels textos, Mercè Rodoreda. L'autora de La plaça del Diamant s'encarregava de la major part de les entrevistes publicades, bàsicament a escriptors i artistes importants de l'època, però no era l'única que s'encarregava d'aquesta part de la revista, Ventura Plana i Grau Latorre també hi col·laboraven:
- Rodoreda va entrevistar a un total de tretze personatges importants de l'època i són, per ordre d'aparició: Joan Arbó, Agustí Esclasans, Cèsar August Jordana, Miquel Llor, Maria Teresa Vernet, Tomàs Roig i Llop, Carles Soldevila, Apel·les Mestres, Eduard Serra Òscar, el dibuixant Sansalvador, Plàcid Vidal, Alfons Maseres i Llucieta Canyà.
- Ventura Plana, per la seva banda, entrevista a set: Miquel Poal Aragall, Salvador Perarnau, Joan Oller Rabassa, Sebastià Sánchez Juan, Carles Fages de Climent, Just Cabot i Josep Janés Oliver.
- Grau Latorre, a diferència de Rodoreda i Plana, va publicar una única entrevista a la revista Clarisme, entrevistant a Manuel de Montoliu.

### Participació dels lectors
El pes de l'opinió pública fou fonamental a l'hora de crear la revista. Maspons no volia anar en contra de l'opinió pública, volia que tant els seus redactors com els lectors poguessin expressar-se lliurement i per aquest motiu va crear Clarisme, per compartir i debatre temes de gran interès popular.
El número 4 de la revista fou la primera vegada que es va fer pública l'opinió dels lectors. Van publicar els resultats de l'enquesta que van fer en números anteriors sobre el nom de la revista. Van comptabilitzar 56 vots, 12 dels quals, però, es van descartar per no cenyir-se a l'objectiu de l'enquesta. Dels 44 vàlids, doncs, 21 es van decantar per mantenir la marca Clarisme, mentre que 23 van apostar per Esclat.
Al número 8 del setmanari es va recollir una carta d'un lector que demanava una major presència dels joves lectors, és per aquesta raó que creen la secció Entre Nosaltres, on demanaven l'ajuda dels lectors gairebé cada setmana a través d'enquestes o a partir de cartes, com per exemple al número 21 que Clarisme va proposar als lectors un nou tema de debat, aquest cop de marcat caràcter polític. El setmanari demanava l'opinió del públic respecte als comunistes i catalanistes que no utilitzen el català o bé el fan servir d'una forma que considera excessivament castellanitzada.
En els setmanaris que els lectors no participaven, els redactors de la revista els dedicaven missatges de gratitud.

### Taula de l'any 1933 i 1934

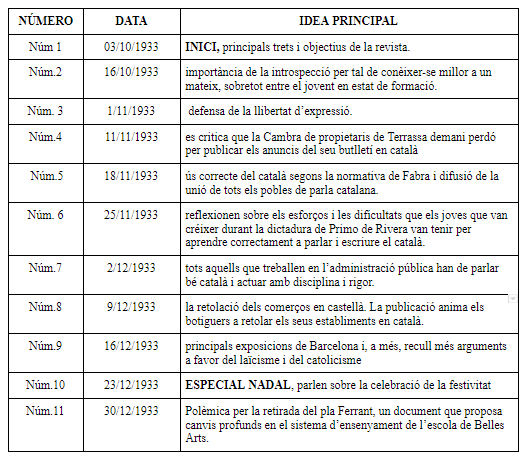
Resum de les idees de cada número de la revista l'any 1933

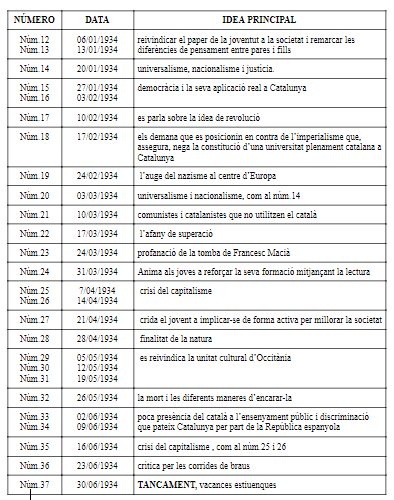
Taula de l'any 1934 de cada número de la revista

## Principals figures de la revista, director i col·laboradors

### Col·laboradors

#### Principals figures en la revista (1933-1934)
Sobre la direcció efectiva de la revista existeixen diverses teories. Segons la historiadora Roser Porta, el director real de Clarisme era Delfí Dalmau, malgrat que oficialment hi constés Maspons i Anglasell. Per la seva banda, Teresa Muñoz afirma que Maspons n'era el director, mentre que la mateixa Rodoreda escriu al pròleg del seu llibre Crim que la directora era ella.
La teoria més acceptada és la de Teresa Muñoz, que defineix a Maspons com a propulsor i mecenes, situant d'aquesta manera a Dalmau i Rodoreda com a responsables del dia a dia de la revista. Cal ressaltar, així mateix, que el catalanisme de Clarisme era d'un inconformisme en la línia de Maspons i que, a més, el setmanari es va convertir en un dels grans defensors i difusors de la gramàtica de Pompeu Fabra, personatge molt proper al director de la revista.
Seguint la teoria de Teresa Muñoz, les principals figures dins del diari serien les següents:

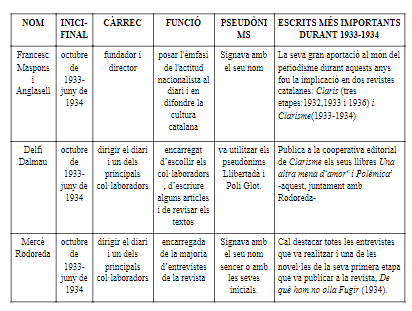
Taula sobre teoria Teresa Muñoz

### Col·laboradors
Els col·laboradors de Clarisme eren joves estudiants vinculats al Liceu Dalmau d'ensenyament mitjà i tècnic, que dirigia el mateix Delfí Dalmau i és per això que molts cops ell escollia els redactors, seleccionava a la gent que destaca dins del Liceu, com va passar amb Mercè Rodoreda.
Al tancar la revista, molts dels col·laboradors es van quedar en l'oblit, però molts altres van seguir escrivint.
Alguns dels col·laboradors més importants, conjuntament amb Delfí Dalmau i Mercè Rodoreda van ser:

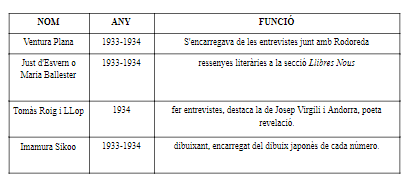
Taula funció dels col·laboradors

Molts dels redactors es reservaven el seu anonimat darrere un pseudònim, és per això que és difícil esbrinar ben bé qui va escriure cada pàgina, però hem de destacar la funció que va tenir Mercè Rodoreda (que inicia la seva carrera periodística amb la revista Clarisme on publicà 24 contribucions en total: cinc proses sobre cultura tradicional, tretze entrevistes, dues ressenyes, un conte i tres comentaris de temàtica política cultural, musical i cinematogràfica.)
Altres dels col·laboradors que van participar, van ser: José Pijoan, Manuel Roig i Bru, Josep Puig Riell, Miquel Martines, Aspirant, Harí-Hara, J. Virgili i Andorra, Bolic, Pal, Prudenci Bertrana,Ventura Gassol, Josep M. Soler i Janer, J. Solà Bertrana, Joan Pagès, J. Badia i Moret i Pere Casadevall.